# Музыка Таиланда
Музыка Таиланда отражает его географическое положение «на перекрёстке» Китая и Индии, а также нахождение на торговом пути, исторически включавшем Персию, Африку, Грецию и Рим. Тайские музыкальные инструменты отличаются разнообразием. Некоторые из них пришли из других стран, как то Индии, Китая, Персии, Индонезии. И хотя Таиланд никогда не был колонией, современная западная музыка, в том числе поп, стала весьма влиятельной в этой стране.
Тайские этнические меньшинства также сохранили свою традиционную музыкальную культуру.

## Традиционная и народная музыка

### Пипхат
Это наиболее обычный из традиционных музыкальных стилей Таиланда. Средних размеров оркестр с двумя ранатами и прочими инструментами играет танцевальную музыку, символизирующую танец легендарных тайских драконов. Есть более громкая манера игры для улицы и менее громкая для исполнения музыки в помещениях.

### Кхруанг саи

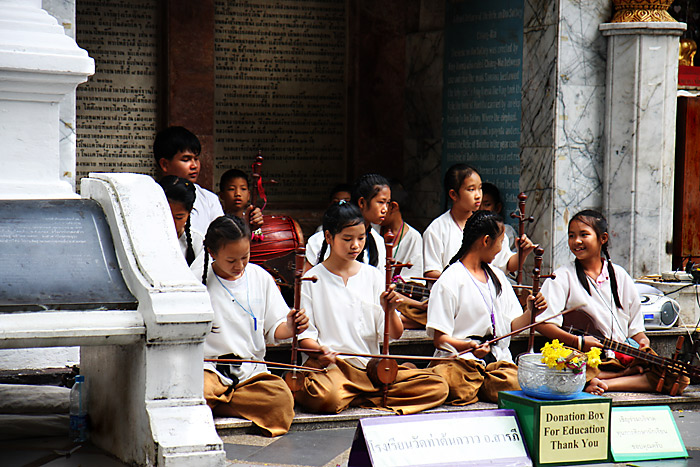
Школьники и школьницы играют музыку кхруанг саи перед храмом

Этот стиль испытал китайское влияние, в том числе это касается используемых музыкальных инструментах. Часто музыку кхруанг саи исполняют во время представлений традиционного кукольного театра, который, в свою очередь, также, скорее всего, имеет китайское происхождение.

### Мор Лам
Этот стиль связан с музыкой Лаоса.

### Кантрум
Кантрум это стиль, популярный в Исане. Танцевальная народная музыка, которую часто исполняют кхмеры, живущие у границы с Камбоджей.

## Музыкальные инструменты

Примеры традиционных инструментов
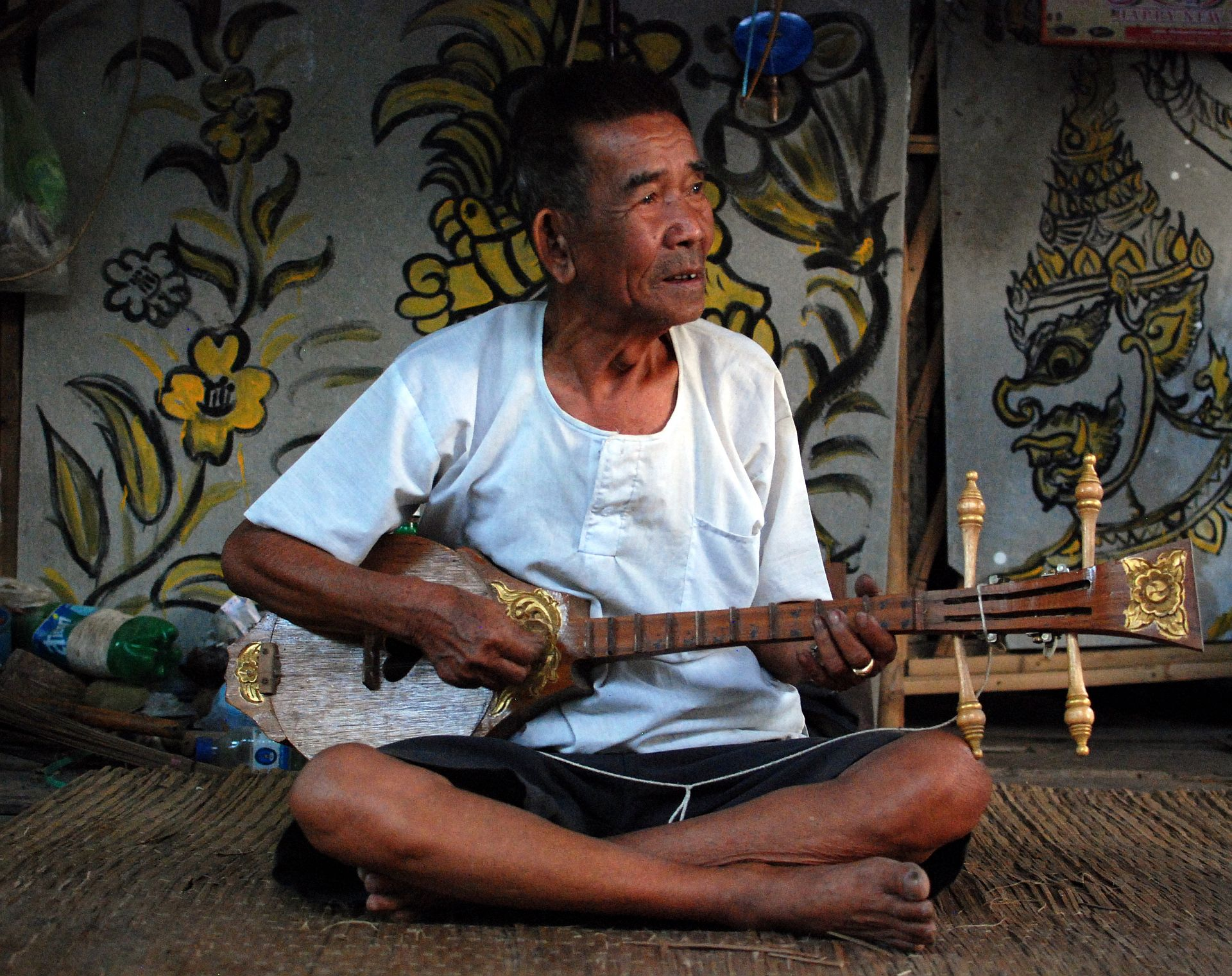
Учитель музыки в Mae On, около Чианг Мая играет на суенге.
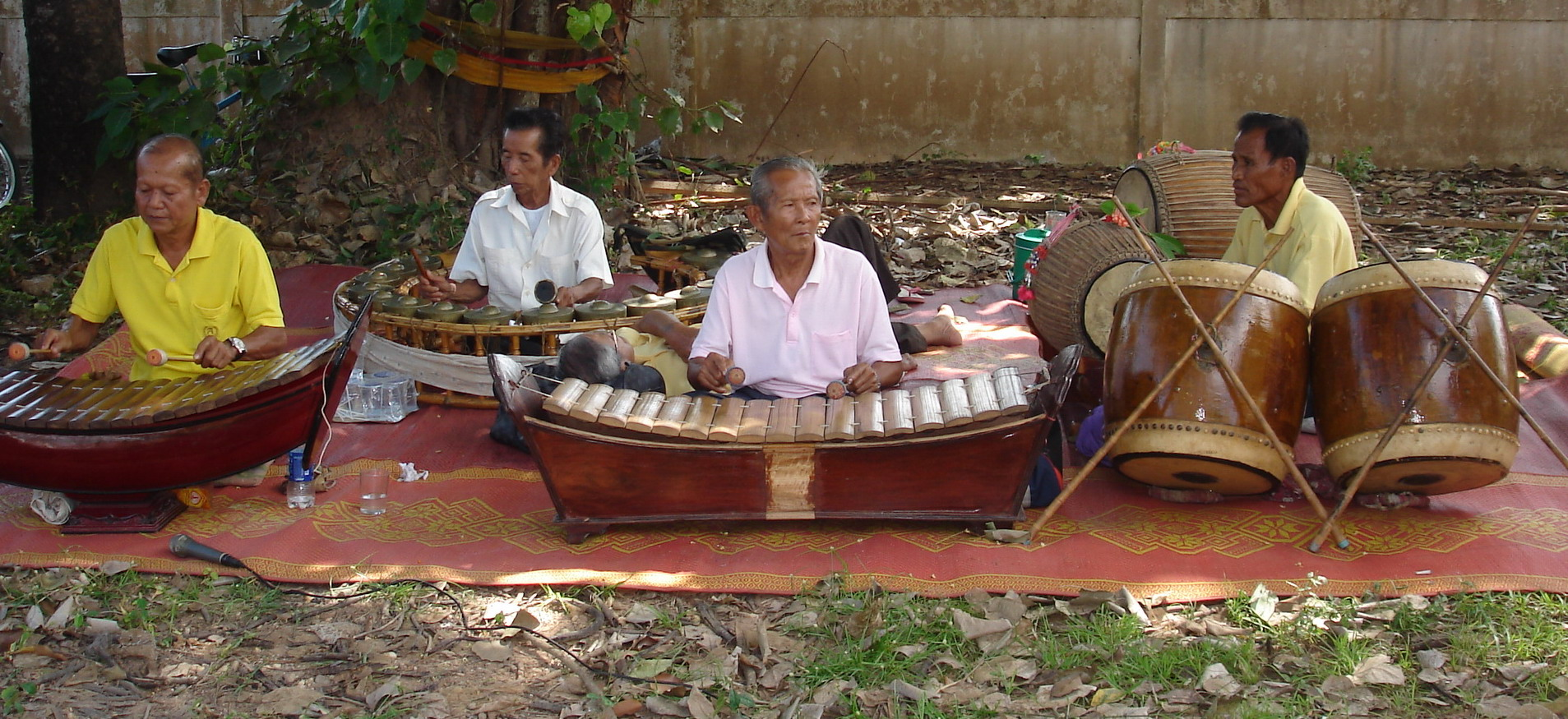
Группа музыкантов играет на ранате.
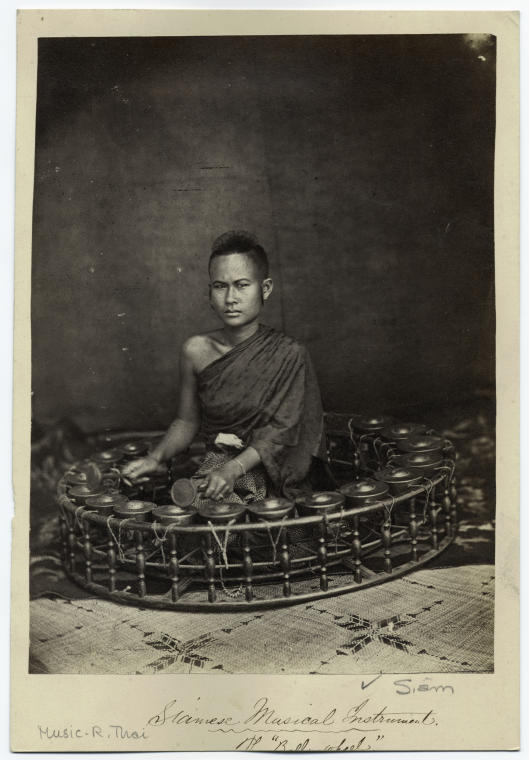
Игра на хонг вон леке.
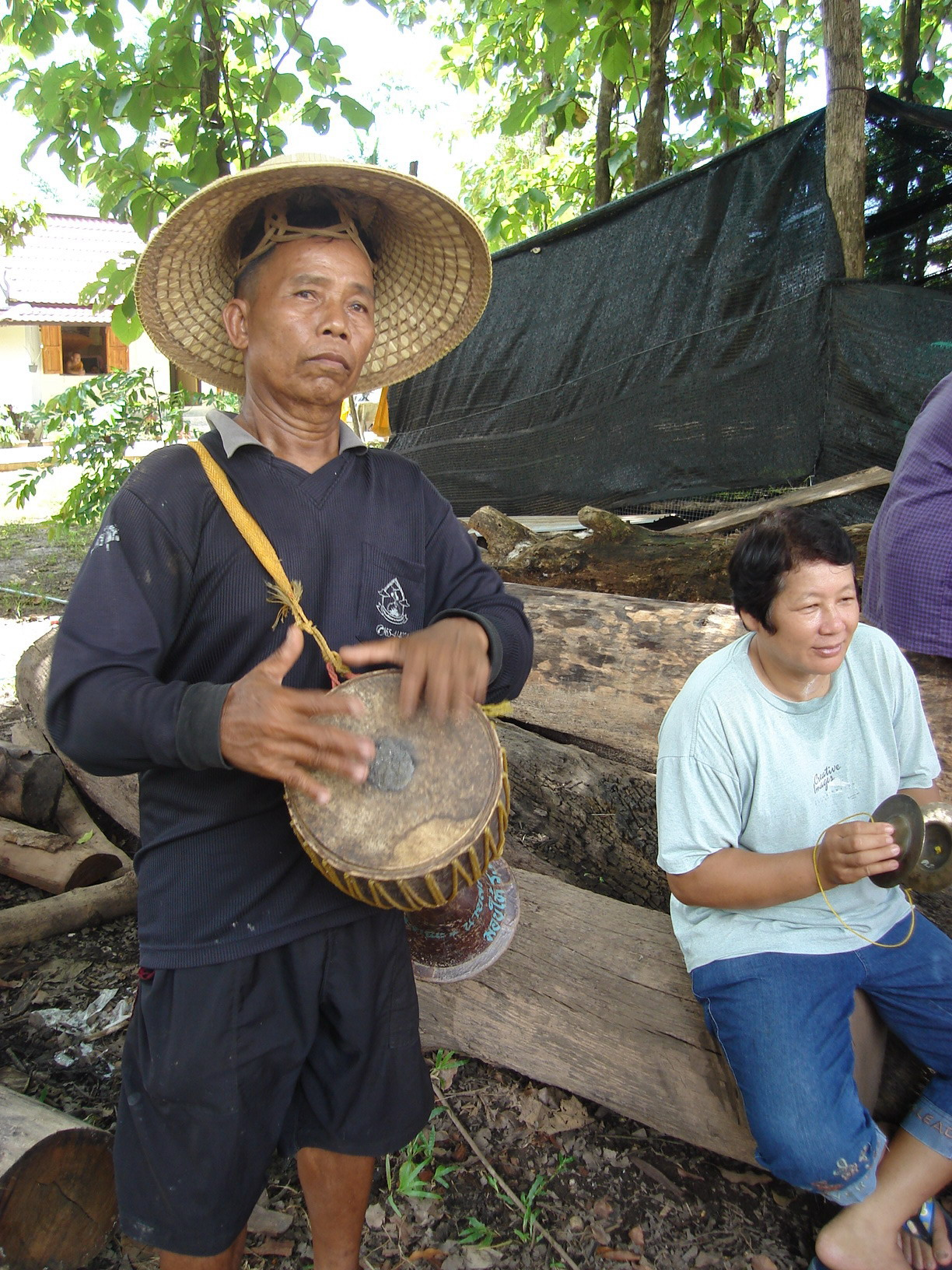
Маленький барабан.
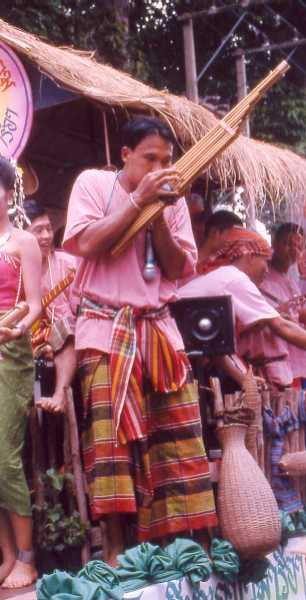
Музыкант в саронге и пакаме.
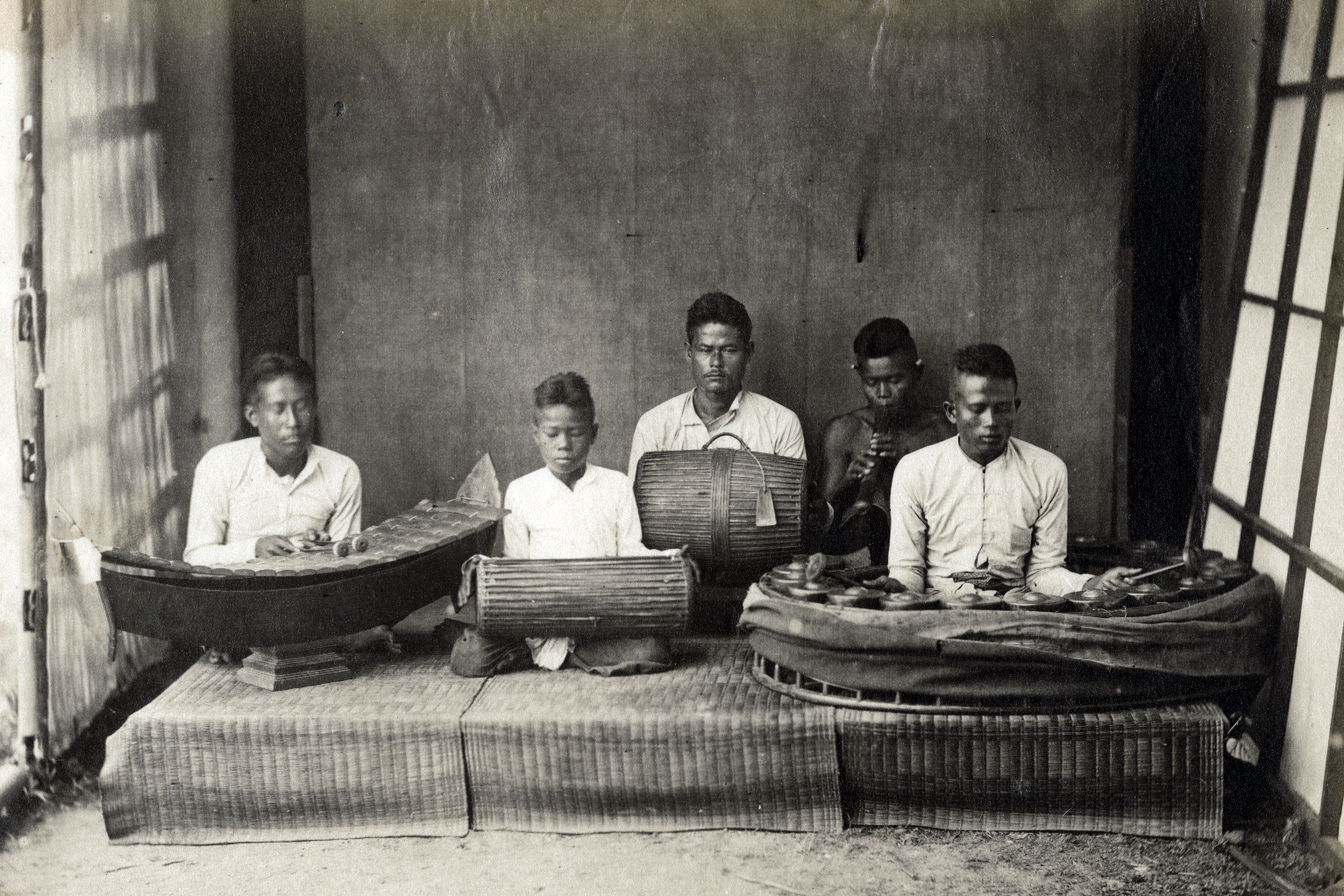
Тайский оркестр, 1900.
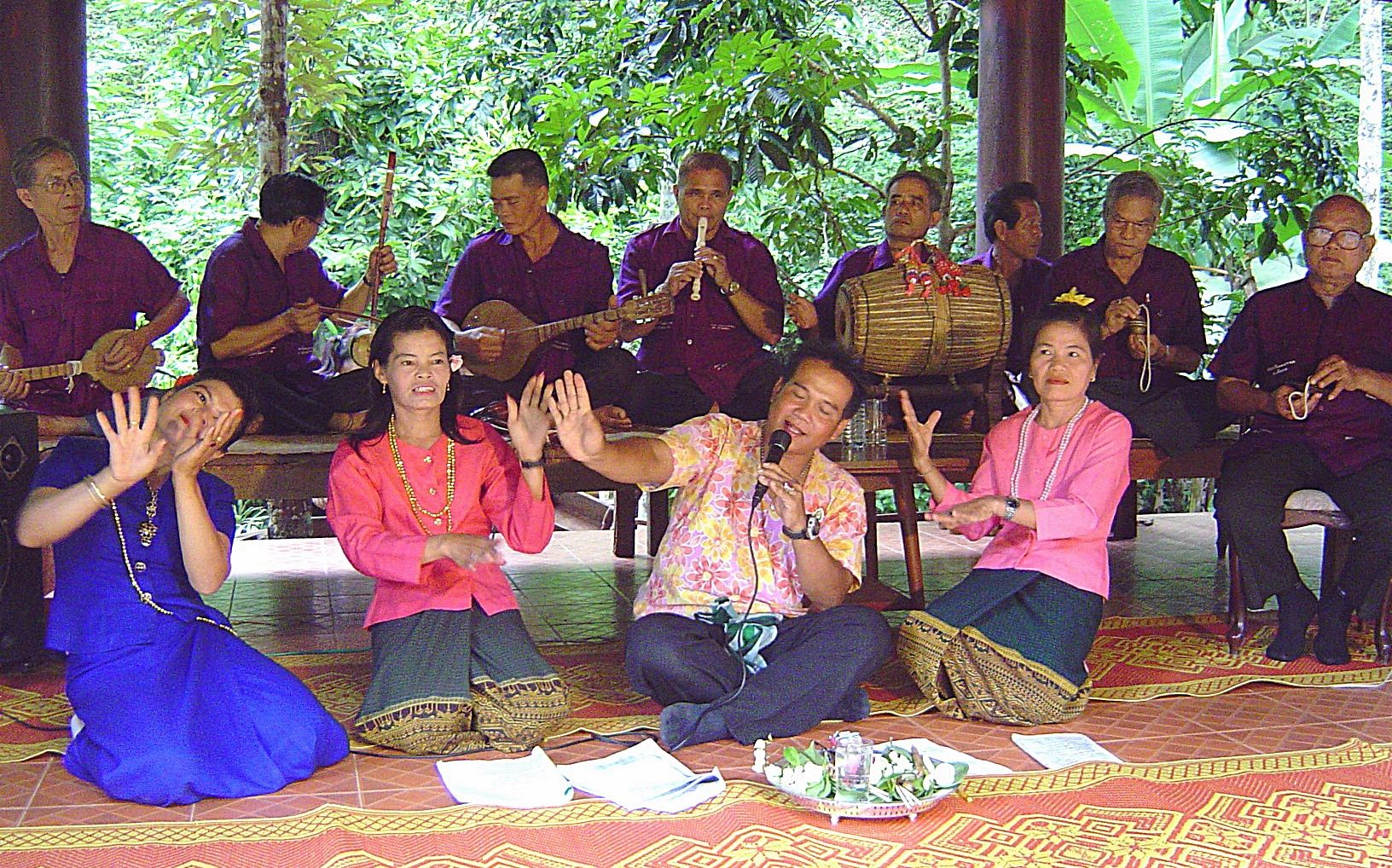
Традиционная тайская музыкальная группа в музее.

## Встреча с западной музыкой

### Творчество короля
Король Таиланда Пхумипон Адульядет создал ряд песен. Всего их было 48, одна из мелодий (Пхленг пра рача нипон) даже получила известность. В этих композициях ощутимо влияние западной музыки, в особенности джаза.

### Хеви-метал
Был очень популярен в Таиланде в начале 1990-х.

## Инди
В Таиланде есть независимые музыканты и студии, создающие музыку для некоммерческого использования. Для примера можно назвать Bakery Music (сейчас управляется Sony Music)  Архивная копия от 30 сентября 2020 на Wayback Machine; Smallroom ; FAT radio ; City-Blue ; Coolvoice ; Dudesweet ; Idea-radio  Panda Records ; и SO::ON Dry Flower .